# Острво Принца Едварда
Острво Принца Едварда (енгл. Prince Edward Island, фр. Île-du-Prince-Édouard), једна је од десет канадских покрајина (провинција). Такав статус има од 1873. Острво је дугачко око 225 км. а широко од 3 до 65 km. Иако веома мала, покрајина је једна од аграрно најразвијенијих крајева Канаде. Позната је по значајној производњи кромпира. Повећање аграрне производње доводи и до веће потражње за радним местима у сектору пољопривреде. Острво је мореузом Нортумберланд одвојено од провинција Нова Шкотска и Њу Брансвик. До пред крај 20. века била је одвојена од остатка земље, те су фериботи били једини начин саобраћајне комуникације са острвом. Сада је острво спојено са копном „Мостом Конфедерације“, велелепним архитектонским делом.

## Географија
- Површина: 5.660
- Становника: oko 145.700
- Главни град: Шарлоттаун - становништво око 35.000[3]

Обалу острва карактеришу многобројни естуари и заливи. На северној страни заливи су углавном блокирани динама, али на истоку и југу постоје добре природне луке. Беле пешчане плаже превладавају дуж северних обала, а пешчарске литице које су у просеку високе око 6 m, али се на неким местима уздижу и до 15 m заузимају јужни део. Пејзаж варира од заталасаних брда у централном делу, до равница на западу острва. Највећа надморска висина је 142 m. Острво садржи мноштво малих језера и река и познато је по природним лепотама. Има 800 км. плажа.
Земљиште се састоји од подзола које се налази на пешчарској основи, ниске је нутријентне вредности и високе киселости. Међутим више од половине острва се састоји од плодне црвене иловаче ( црвенило земљишта је због високе концентрације оксида гвожђа) , која острво чини идеалним местом за пољопривреду. Приближно 154.000 од 259.000 хектара је под разним пољопривредним усевима.
- литице
- брда
- фарма

## Клима
Острво Принца Едварда због утицаја мора има знатно блажу климу него континентални део Канаде. Средња годишња количина падавина је 1.125 мм., а количина снега који падне током зиме је око 318 цм. Острво има просечну температуру од – 3 °C у Јануару , и 23 °C у Јулу. Током летњих дана температуре , неретко могу и премашити 30 °C , али због пријатног поветарца са мора нема се осећај врућине. Најтоплији месеци су Јул и Август. Снежне падавине су уобичајене током дуге зимске сезоне од Новембра до Априла. На острву нема магле током године за разлику од суседних покрајина. Воде Сен Лорен залива и Нортумберланд мореуза топлије су лети него приобалне воде Нове Шкотске и Њу Брансвика. Током зиме море око острва се заледи и потребни су ледоломци да би се направили пролази. Санте леда налазе се око острва до месеца маја стварајући проблем риболовцима и успоравају долазак пролећа.
| Клима Шарлоттауна                                 | Клима Шарлоттауна | Клима Шарлоттауна | Клима Шарлоттауна | Клима Шарлоттауна | Клима Шарлоттауна | Клима Шарлоттауна | Клима Шарлоттауна | Клима Шарлоттауна | Клима Шарлоттауна | Клима Шарлоттауна | Клима Шарлоттауна | Клима Шарлоттауна | Клима Шарлоттауна |
| Показатељ \ Месец                                 | .Јан.             | .Феб.             | .Мар.             | .Апр.             | .Мај.             | .Јун.             | .Јул.             | .Авг.             | .Сеп.             | .Окт.             | .Нов.             | .Дец.             | .Год.             |
| ------------------------------------------------- | ----------------- | ----------------- | ----------------- | ----------------- | ----------------- | ----------------- | ----------------- | ----------------- | ----------------- | ----------------- | ----------------- | ----------------- | ----------------- |
| Апсолутни максимум, °C (°F)                       | 15,1 (59,2)       | 13,3 (55,9)       | 16,3 (61,3)       | 22,9 (73,2)       | 31,2 (88,2)       | 32,2 (90)         | 33,9 (93)         | 34,4 (93,9)       | 31,5 (88,7)       | 24,4 (75,9)       | 21,3 (70,3)       | 16,7 (62,1)       | 34,4 (93,9)       |
| Средњи максимум, °C (°F)                          | −3,3 (26,1)       | −3,3 (26,1)       | 0,9 (33,6)        | 6,7 (44,1)        | 14,1 (57,4)       | 19,6 (67,3)       | 23,2 (73,8)       | 22,6 (72,7)       | 18,0 (64,4)       | 11,8 (53,2)       | 5,7 (42,3)        | −0,1 (31,8)       | 9,7 (49,5)        |
| Средњи минимум, °C (°F)                           | −12,6 (9,3)       | −12,4 (9,7)       | −7,1 (19,2)       | −1,4 (29,5)       | 4,0 (39,2)        | 9,6 (49,3)        | 13,8 (56,8)       | 13,5 (56,3)       | 9,1 (48,4)        | 3,8 (38,8)        | −1,1 (30)         | −8,1 (17,4)       | 0,9 (33,6)        |
| Апсолутни минимум, °C (°F)                        | −30,5 (−22,9)     | −29,8 (−21,6)     | −23,9 (−11)       | −13,6 (7,5)       | −6,7 (19,9)       | −1,1 (30)         | 4,4 (39,9)        | 2,0 (35,6)        | −0,6 (30,9)       | −6,7 (19,9)       | −15,0 (5)         | −28,1 (−18,6)     | −30,5 (−22,9)     |
| Количина падавина, mm (in)                        | 106,4 (41,89)     | 85,5 (33,66)      | 91,8 (36,14)      | 87,8 (34,57)      | 97,7 (38,46)      | 93,2 (36,69)      | 85,8 (33,78)      | 87,3 (34,37)      | 95,4 (37,56)      | 108,6 (42,76)     | 110,8 (43,62)     | 123,1 (48,46)     | 1.173,4 (461,97)  |
| Извор: http://www.ec.gc.ca/ за период (1961—1990) |                   |                   |                   |                   |                   |                   |                   |                   |                   |                   |                   |                   |                   |

## Становништво
Становништво је углавном пореклом са Британских острва, мада има и знатан број Француза Акадијанског порекла ( потомци староседеоца и Француских колониста ). Најстарији становници острва су индијанци из племена Микмак који су населили острво пре 10.000 година. Доласком колониста, били су протерани са својих територија и њихов број се драстично смањио. Крајем 20. и почетком 21. века њихова популација је полако почела да расте. Они су 1996. године чинили 0,7% укупног становништва покрајине, 1% 2001. , а 1,3% 2006 године. Енглези, Шкоти и Ирци стигли су на острво крајем XVIII и почетком XIX века. До 1861. године број становника је порастао на 80.000. Природни прираштај је био у стању да одржи корак са исељавањем са острва, посебно у Нову Енглеску ( регија у САД ). Већина других етничких група на Острву Принца Едварда резултат су имиграције у последњих 50 година. Досељавање са природним прираштајем, проузроковало је пораст становништва на 136.200 у 1996. години. У 2011. години број становника порастао је на 145.700 што представља повећање од 3,2% у односу на 2006. Упркос овом расту број становнока на острву је 0,4% укупног броја становника Канаде.
| 1996.   | 2001.   | 2006.   | 2011.   | 2016.   |
| ------- | ------- | ------- | ------- | ------- |
| 134.557 | 135.294 | 136.200 | 145.700 | 142.907 |

## Привреда
Економија на острву углавном се ослања на пољопривреду, риболов и туризам. Плодно земљиште и повољна клима на острву погодни су за развој пољопривреде. Пољопривреда се променила у последњих неколико деценија. Мањи фармери су продали своја имања великим пољопривредним фирмама, што је довело до повећања производње. Педесетих година XX века, на острву је било више од 10.000 фарми са просечним поседима од 44 хектара, а у 2006. години било је 1.700 фарми, са просечним поседима од 148 хектара. Најважнији пољопривредни производи су кромпир, млеко и млечни производи, дуван, поврће, узгој стоке и живине, крзно.
Источни део острва највише се бави производњом воћа, док остатком острва доминира сточарство и ратарство. Острво Принца Едварада производи много семенског кромпира који се извози широм света. Кромпир чини скоро половину читаве пољопривредне производње на острву.
Статистика Острва Принца Едварда из 2012 године:
- Укупан број запослених је повећан за 1,1%
- Стамбена инвестиција порасла за 6,1% више него у 2011. години
- Сточарство повећано 4,8% -три године заредом
- Број путника на аеродрому Шарлоттаун повећан 4,3% , а број путника туристичким бродовима повећан за 10%
- Укупна вредност извоза повећана 15,4%, након повећања од 5,5% у 2011. години